# Віндем (Вермонт)
Віндем (англ. Windham) — місто (англ. town) в США, в окрузі Віндем штату Вермонт. Населення — 449 осіб (2020).

## Демографія
Згідно з переписом 2010 року, у місті мешкало 419 осіб у 187 домогосподарствах у складі 128 родин. Було 396 помешкань
Расовий склад населення:
| - 97,1 % — білих - 0,7 % — чорних або афроамериканців - 0,2 % — азіатів |

До двох чи більше рас належало 1,9 %. Частка іспаномовних становила 1,0 % від усіх жителів.
За віковим діапазоном населення розподілялося таким чином: 18,9 % — особи молодші 18 років, 63,9 % — особи у віці 18—64 років, 17,2 % — особи у віці 65 років та старші. Медіана віку мешканця становила 49,8 року. На 100 осіб жіночої статі у місті припадало 109,5 чоловіків;  на 100 жінок у віці від 18 років та старших — 106,1 чоловіків також старших 18 років.
Середній дохід на одне домашнє господарство  становив 70 298 доларів США (медіана — 58 750), а середній дохід на одну сім'ю — 76 579 доларів (медіана — 62 500). Медіана доходів становила 38 750 доларів для чоловіків та 38 542 долари для жінок. За межею бідності перебувало 11,0 % осіб, у тому числі 18,5 % дітей у віці до 18 років та 9,0 % осіб у віці 65 років та старших.
Цивільне працевлаштоване населення становило 192 особи. Основні галузі зайнятості: освіта, охорона здоров'я та соціальна допомога — 26,0 %, будівництво — 17,7 %, мистецтво, розваги та відпочинок — 16,1 %.